# Журналь де Пари
Журналь де Пари (фр. Journal de Paris, также фр. Poste de Paris, Poste du soir) — первая французская ежедневная газета, выходила в 1777—1840 годах.

## История
Основана Антуаном Каде де Во, фр. Jean Romilly, Louis d’Ussieux, Оливье де Корансе по образцу англ. London Evening Post. Издавалась фр. Quillau в формате ин-кварто.
Газета публиковала литературные новости, рецензии на спектакли, истории из жизни Парижа и известных парижан. На страницах также можно было найти прогноз погоды, результаты лотереи, данные об уровне Сены.
Газета быстро достигла успеха, уже в 1790 её тираж составлял 12 000 копий. Во время французской революции печатавшиеся ею отчёты рассматривались как одни из лучших, пока монтаньяры не прекратили издание газеты 10 августа 1792 года (выход возобновился в декабре того же года).
В 1811 газета приобрела фр. Courier of Europe. Являлась официальным изданием правительства в царствие Карла X.

## Доступность
Полная подшивка газеты есть в Королевской библиотеке Бельгии, каталожный номер II 50.097 A.